# Minderhoud
Minderhoud (varianten: Minderhout en 'van Minderhout') is een Nederlandstalige familienaam. De naam komt voornamelijk voor in West-Vlaanderen en Zeeland. De naam is van oorsprong waarschijnlijk afkomstig van een inwoner uit de Belgische plaats Minderhout. Een bekende historische naamdrager is de 17e-eeuwse kunstschilder Hendrik van Minderhout.
De Nederlandse Familienamenbank geeft een totaal van 903 naamdragers in Nederland in 2007 tegen een aantal van 717 in 1947.
Aan het einde van de 19e eeuw telde ongeveer een kwart van de inwoners van Westkapelle de naam Minderhoud.
Om verwarring te voorkomen worden in Westkapelle in het dagelijks leven bijnamen gebruikt. Voor meer officiële zaken werd meestal de voorletter van de vader, gevolgd door de letter "z" of "d" (zoon of dochter), achter de familienaam geplaatst: de naam Johanna Minderhoud Hd geeft bijvoorbeeld aan dat zij de dochter was van H. Minderhoud. Dit werd ook in rouwadvertenties gebruikt.

## Bekende mensen met de naam Minderhoud
- Abraham Minderhoud (1891-1958), broer van Arie Minderhoud en directeur van de Grontmij
- Arie Pieter Minderhoud (1902-1980), Nederlands landbouwkundige
- Geert Minderhoud (1889-1987), broer van Arie Minderhoud en hoogleraar landhuishoudkunde
- Erik Aarnoud Minderhoud (1958), lid Raad van State, afdeling bestuursrechtspraak
- Hans Peter Minderhoud (1973), Nederlandse dressuurruiter
- Jan Marinus Minderhoud (1932-2015) Hoogleraar Neurologie aan Universiteit Groningen
- Marcel Minderhoud (1974), Nederlands componist